# Болгарчай
Болгарча́й (в верховье — Болгару; устар. Болгару-чай; азерб. Bolqarçay) — река в Азербайджане и Иране. Берёт начало в Талышских горах, низовье протекает в южной части Муганской равнины, теряясь около города Билясувар в болотистом урочище Махмудчала на высоте примерно 22 м ниже уровня моря.

## Этимология
Болгару (по-талышски ру — «река»; река протекала в прошлом по границе расселения талышей).

## Описание
Длина реки составляет 134 км, площадь водосборного бассейна — 2170 км². Воды реки используются для орошения. По Болгарчаю в верхнем и среднем течении проходит граница между Азербайджаном и Ираном. В Иране протекает в остане Ардебиль, в Азербайджане — в Ярдымлинском, Джалильабадском и Билясуварском районах. Берёт начало в горах Уджаруд и впадает в озеро Махмудчале. Протекает в северной части шахрестана Герми и отделяет его от Ярдымлинского и Джалильабадского районов.
Образуется от слияния нескольких сезонных рек, таких как Салалачай, Гермичай, Шевончай, а также пограничной притоки, которая берёт начало в селе Офдже. Эта река, после впадения всех притоков, которые берут начало в горах шахрестана Герми, протекает через село Ага Хасан Бейглу и направляется на территорию шахрестана Белое Савар, определяя его границу с Республикой Азербайджан. Затем направляется на сторону Азербайджана и там впадает в озеро Махмудчале. Среди жителей региона самыми распространенными названиями являются Балхаричай и Болгарчай. Применение к ней названия Балхаруд из-за персидскоязычности слова руд (река) не представляется правильным.
Гидроним у Адама Олеария и Я. Стрейса (XVII в.) отмечен в форме Болхару (вероятно, от Болгар-ру, где ру по-талышски — река). По реке в прошлом проходила граница расселения талышей.
Остан Ардебиль имеет общую границу с республикой Азербайджан длиной 382 километра, из которых 159 километров образуют реки Аракс и Болгарчай.